# Поглавица Џозеф
Јалактит Хинматон, познат и као поглавица Џозеф (3. март 1840 – 21. септембар 1904) је био ратник и вођа северноамеричког племена Не Персе.

## Биографија
Рођен је на реци Валова у источном Орегону. Његов отац примио је хришћанство и добио име Џозеф. Свога оца наследио је на челу племена 1871. године. Мада је настојао да очува мир са белцима, Хинматон је одбио да исели своје племе са територије северног Ајдахоа и супротставио се интервенцији америчке војске због чега су у јуну 1877. године избила непријатељства. Пошто је у почетку разбио мањи коњички одред, Хинматон је са 200 ратника и 450 стараца, жена и деце кренуо ка канадској граници. Вешто се пробијао кроз беспућа Ајдахоа, Вајоминга и Монтане. Гониле су га 1. коњичка и 21. пешадијска дивизија. На маршу му се придружило још око 100 ратника. На дугом маршу водио је тринаест бојева против Американаца. За 11 недеља форсираног марша прешао је 3000 km. У последњој борби са знатно надмоћнијим америчким снагама, предао се 4. октобра са остацима племена на 50 km од циља. 